# Franz Liszt Chamber Orchestra
La Franz Liszt Chamber Orchestra (in ungherese Liszt Ferenc Chamber Orchestra) è un'orchestra da camera con sede a Budapest, Ungheria. Il gruppo, che ha quasi 50 anni, gode di una forte reputazione internazionale, esibendosi, fra gli altri, alla Carnegie Hall di New York, alla Suntory Hall di Tokyo, al Teatro dell'opera di Sydney, al Théâtre de la Ville, così come al Concertgebouw di Amsterdam, e tiene concerti regolarmente in quasi tutti i paesi europei.
La Franz Liszt Chamber Orchestra ha preso il nome del grande compositore, per rendere omaggio al genio che è diventato inseparabile dall'istituzione della musica ungherese e il cui spirito irradia la vita musicale di tutto il mondo.
Dopo aver studiato per anni presso l'Accademia Franz Liszt di Budapest, l'Orchestra ha debuttato nel 1963 e da allora ha svolto un ruolo molto importante nella vita musicale ungherese e internazionale.
La Franz Liszt Chamber Orchestra è composta da 17 archi, con l'aggiunta di altri strumenti, se necessario (clavicembalo, fiati, ecc)

## I membri dell'orchestra

### Direttori
- Művészeti vezető: Sándor Frigyes
- Koncertmester: Rolla János

#### Violini
- Lovas György
- Weisz Zsuzsa
- Kostyál Kálmán
- Isépy Éva
- Áldor Lili (1965–től)
- Gazda Péter (1967-től) (alkalmanként karmester is)
- Kiss György (1973-tól)
- Tfirst Zoltán (1973-tól)

#### Viole
- Pongrácz Gábor
- Pista András (1973-tól)
- Klepoch Ernő (1977-től)

#### Violoncelli
- Frank Mária
- Kelemen Pál
- Sándor Anna (1973-tól)

#### Contrabbasso
- Som László

#### Basso continuo
- Pertis Zsuzsa

### Giubileo per i 50 anni. Stagione 2013-14
- Direttore artistico e maestro di concerto: János Rolla

#### Violini
- Tfirst Zoltán
- Hamar Péter
- Hutás Gergely
- Hargitai Géza
- Tfirst Péter
- Pintér Attila
- Déri Tamás
- Horváth Róbert
- Kovács Attila

#### Viole
- Várnagy Mihály
- Lezsák Attila
- Pista András

#### Viloncelli
- Kertész Ottó
- Rózsa Richárd
- Sándor Anna

#### Contrabbasso
- Horváth Bence Dániel

## Ex membri
Lovas György (2003-ig), Áldor Lili (2001-ig), Gazda Péter (2010-ig), Kiss György (2008-ig), Weisz Zsuzsanna (2005-ig), Kostyál Kálmán (2003-ig), Isépy Éva (2003-ig), Puskás Rodrigo (2010-ben), Pongrácz Gábor (1990-ig), Klepoch Ernő (2000-ig), Frank Mária (2001-ig), Kelemen Pál (1999-ig), Som László (1995-ig), Martos Attila (1995-től 2000-ig), Pertis Zsuzsa.